# Teorie vědy / Theory of Science
Teorie vědy / Theory of Science je recenzovaný vědecký časopis, který se od roku 1969 soustavně věnuje zkoumání filosofických a metodologických základů vědeckého poznání, sleduje vzájemné vztahy vědy, techniky a společnosti, problematiku historického vývoje vědy a vědění a interdisciplinární vztahy mezi různými obory. Časopis přijímá články v angličtině a češtině.
Časopis je zařazený do databází SCOPUS, DOAJ, ERIH PLUS, EBSCO, CEJSH, The Philosopher’s Index, Ulrich's Periodicals Directory.
Časopis vydává Filosofický ústav Akademie věd České republiky, v. v. i. (Kabinet pro studium vědy, techniky a společnosti) a od roku 2017 vychází dvakrát ročně.
Od roku 2019 časopis poskytuje otevřený přístup ke svému obsahu v rámci licence Creative Commons Attribution 4.0 International License (CC BY 4.0).
ISSN 1210-0250 (Print) ISSN 1804-6347 (Online). Evidenční číslo MK ČR: E 18677.

## Historie časopisu
Časopis Teorie vědy / Theory of Science, který vychází pod tímto jménem od roku 1990, je pokračováním bulletinu Teorie a metoda založeného v roce 1969. Během let 1977–89 časopis vycházel pod názvem Teorie rozvoje vědy.
Prvním šéfredaktorem časopisu byl Karel Berka, a to od roku 1969 do 1989 (tehdy ještě jako Teorie a metoda a od roku 1977 jako Teorie rozvoje vědy). Od roku 1990 do 2003 byl šéfredaktorem Ladislav Tondl. V roce 2004 jej nahradil Jiří Loudín. V roce 2010 nastoupil na pozici šéfredaktora Tomáš Dvořák. Od roku 2019 je šéfredaktorem Ivo Pezlar.
Starší čísla časopisu Teorie vědy / Theory of Science (od roku 1969) jsou dostupná v Digitální knihovně Akademie věd České republiky.